# 那倫
那倫（？-1813年），那拉氏，满洲正黄旗人，纳兰容若玄孙，即纳兰容若孙子瞻岱之孙，嘉庆年间官头等侍卫兼正黄旗满洲佐领，因守皇宫，卒于林清领导的嘉庆十八年“癸酉之变”。

## 人物生平
- 《钦定八旗通志》载：第三参领第七佐领系第六佐领内余丁，明珠管理佐领时分编一佐领，以其长子兴德（性德、星德）管理。兴德故，以其弟左都御史揆叙（魁绪）管理。揆叙故，以其子兵部侍郎永寿（永绶）管理。永寿故，以其子宁秀（宁琇）管理。宁秀故，以其兄之子玉琳（玉麟）管理。玉琳故，以其子成安（承安）管理。成安革职，以其叔祖之孙那伦管理。
- 第一历史档案：嘉庆元年奏盛京将军查明承安（即成安，纳兰揆叙后裔）族叔那伦等名下地亩数目。清朝内务府档案《会计司呈稿》载，“承安（成安）之祖魁绪（揆叙）后嗣另门分居之那伦、那什等名下”的庄田。而正黄旗满洲都统咨称：“据那伦等呈称，身系明珠之子兴德（即性德，纳兰容若）三世之孙，并非魁绪（揆叙）后嗣，身祖瞻代名下原有雍正九年分给岫岩等处地九顷三十亩，交庄头王明等承种，此外并无另有地亩。”由此档案可以确定，那伦与那什是瞻岱的孙子，词人纳兰性德的直系后裔。
- 啸亭杂录（清）昭梿-●卷六： “林清贼党分二队：其东自董村至者，以祝现、屈五为首，约由东华门而入......庄王率众攻之，擒获数贼，其余皆由南遁去。时副都统苏公尔慎、钮钴禄公格布舍方衔命南征，入京整行装者，闻警趋入，变首先杀贼。有侍卫那伦者，纳兰太傅明珠后也。少时家巨富，凡涤面银器，日易其一，晚年贫窭，一冠数十年，人争笑之。是日应值太和门，闻警趋入。时有劝其缓行者，那故迂直，曰：“国家世臣，当此等事敢不急赴所守耶？”因急趋至熙和门。门已闭，那方傍皇间，适贼蜂至，遂被害。"
- 台湾故傳003807 , 701003798：、故傳000910/701000909、故傳003806/701003797等档案综合如下。那伦，那拉氏，满洲正黄旗人，由备箭拜唐阿于乾隆二十九年六月授蓝翎侍卫，三十三年迁三等侍卫，四十年迁二等侍卫，四十六年擢头等侍卫，五十五年承袭正黄旗满洲世管佐领。嘉庆十八年九月，匪林清作乱紫禁城，那伦在太和门值班，闻变往捕，为贼所杀，礼部尚书成宁奏请赐恤，赐祭葬，赏那伦子恩隆云骑尉世职，云骑尉袭次完时，以恩骑尉世袭罔替，那伦得旨入祀昭忠祠。
- 欽定大清會典事例二百二十五：嘉庆十八年，議准擒捕突入禁門逆贼傷亡那倫等四十一人入祀。
- 嘉庆十三年十月二十八日，奴才長年正黄旗滿洲那倫佐領下舉人年五十歳，原任雲南陸凉州知州病痊引見奉旨著照例用。
- 嘉慶二十一年二月分籖陞河南河南府知府缺長年正黄旗滿洲恩隆（即那伦子）佐領下文舉人年五十九，由雲南直隷州知州借補陸涼州知州。
- 奴才長年正黄旗滿洲恩隆（即那伦子）佐領下文舉人年五十九，由雲南皇隷州知州借補陸原州知州，嘉慶二十一年六月分論俸推陞湖北鄖陽府知府缺。

## 家族
- 天祖：纳兰明珠。
- 高祖：纳兰性德（即纳兰容若）。
- 曾祖：富格
- 祖父：瞻岱。
- 兄弟：那什（那成）。
- 子：恩隆，生活在嘉庆道光年间。嘉庆十八年，正黄旗满洲佐领，因父那伦死于贼乱，获赠云骑尉。恩陞，嘉庆二十二时年世袭佐领。
- 正黄旗满洲第三参领第七佐领承袭：性德（即纳兰容若）- 揆叙-永寿（永绶）-宁秀（宁琇）-毓麟（玉琳）-那伦（太和门战死）-恩隆（无嗣）-恩陞（恩升）-廷瑞（始由富格兄弟富尔敦后裔承袭）-塔克什布-松恒-文秀-武印（清末民初）-普山。